# Juan Gómez Voglino
Juan Antonio Gómez Voglino (Florida, 26 luglio 1947) è un ex calciatore argentino.

## Carriera
In attività giocava nel ruolo di attaccante. È ad oggi il massimo goleador dell'Atlanta con 68 reti in 188 incontri.

## Palmarès

### Individuale
- Capocannoniere del campionato argentino: 1

Nacional 1973 (18 reti)